# Île Maatsuyker
L'île Maatsuyker (Maatsuyker Island) est une île située près de la côte sud de la Tasmanie, en Australie.
L'île, d'une superficie de 186 ha, fait partie de l'archipel des Îles Maatsuyker (en) et comprend une partie du parc national du Sud-ouest et du site du patrimoine mondial de la Tasmanie.
Elle présente, à sa pointe sud-est, le phare le plus méridional de l'Australie, qui n'est plus en fonction depuis 1996.

## Toponymie
Son nom lui  été attribué en l'honneur de Joan Maetsuycker.

## Géographie

### Climat
Île Maatsuyker possède un climat océanique (Köppen: Cfb), avec des étés vraiment doux et assez secs et des hivers frais. Influencé par l'Océan Austral, l'île expérience des vents de l'ouest très forts: avec une rafale de vent dépassant 100 km/h étant enregistrée tous les mois. Par conséquent, Île Maatsuyker a des étés particulièrement frais pour être située sur le 43e parallèle sud. Les temps maximales varient de 17,3 ºC en février à 11,0 ºC en juillet; tandis que les temps minimales rangent de 11,2 ºC en février à 6,6 ºC en août. La pluviométrie moyenne est assez élèvée: (1 213,0 mm par an), et la pluie survient vraiment fréquemment (249,7 jours annuellement). Ainsi, bien qu'île expérience 242,0 jours nuageux, elle ne se profite 19,2 jours clairs. La température la plus élevée enregistrée est de 34,7 ºC le 14 février 1982, tandis que la température la plus basse est de −1,1 ºC le 22 juin 1962.
| Mois                                  | jan.      | fév.      | mars      | avril    | mai      | juin      | jui.      | août      | sep.      | oct.      | nov.    | déc.      | année           |
| ------------------------------------- | --------- | --------- | --------- | -------- | -------- | --------- | --------- | --------- | --------- | --------- | ------- | --------- | --------------- |
| Température minimale moyenne (°C)     | 10,9      | 11,2      | 10,8      | 9,6      | 8,5      | 7,4       | 6,7       | 6,6       | 6,9       | 7,6       | 8,5     | 9,7       | 8,7             |
| Température maximale moyenne (°C)     | 17,1      | 17,3      | 16,3      | 14,5     | 12,8     | 11,5      | 11        | 11,3      | 12,2      | 13,3      | 14,4    | 15,7      | 14              |
| Record de froid (°C) date du record   | 3,5 1994  | 5 1967    | 1,7 1958  | 0,2 1996 | 0,7 1993 | −1,1 1962 | −1 1986   | 0 1958    | 0,6 1970  | −1,1 1967 | 2 1994  | 3,2 1990  | −1,1 02/10/1967 |
| Record de chaleur (°C) date du record | 34,1 2020 | 34,7 1982 | 32,4 2008 | 31 1985  | 22 1985  | 20 1958   | 17,8 1975 | 21,8 2004 | 25,6 1961 | 28 2017   | 33 1978 | 32,9 2019 | 34,7 14/02/1982 |
| Précipitations (mm)                   | 77,2      | 69,4      | 84,3      | 106,8    | 115,8    | 115,9     | 127,8     | 124,2     | 107,4     | 105,1     | 90,4    | 88,7      | 1 213           |
| Nombre de jours avec précipitations   | 17,4      | 14,7      | 18,3      | 20,8     | 22,8     | 22        | 24,2      | 24,7      | 22,8      | 22,7      | 20,1    | 19,2      | 249,7           |
| Humidité relative (%)                 | 76        | 76        | 78        | 80       | 82       | 82        | 81        | 80        | 79        | 78        | 78      | 77        | 79              |